# Болдуин, Тэмми
Тэмми Сюзанн Грин Болдуин (англ. Tammy Suzanne Green Baldwin, родилась 11 февраля 1962 года в Мадисоне, Висконсин, США) — американский политический деятель.
Член нижней палаты Законодательного собрания штата Висконсин с 1993 по 1999 годы. Член Палаты представителей США от Висконсина с 1999 по 2013 годы. С 3 января 2013 — Сенатор США от Висконсина.
Открытая лесбиянка. Первая женщина-конгрессмен от штата Висконсин и первый открыто гомосексуальный член Сената в истории США.

## Биография
Тэмми Болдуин родилась 11 февраля 1962 года в Мадисоне и воспитывалась своей матерью Памелой Грин, дочерью биохимика Дэвида Э. Грина.
В 1980 году окончила школу Madison West. В 1984 году окончила Smith College со степенью бакалавра и в 1989 году получила степень доктора юридических наук Школы права в Университете штата Висконсин. С 1989 по 1992 год работала юристом.
Политическую карьеру Тэмми Болдуин начала в 1986 году, когда впервые была избрана в совет наблюдателей округа Дейн, занимала эту должность до 1994 года. Она также проработала год в Городском совете Мадисона.
С 1993 по 1999 год она была членом Ассамблеи штата Висконсин.
В 1998 году она стала первой женщиной, избранной от штата Висконсин в Палату представителей США и каждые два года (последний раз в ноябре 2010 года с 61,7 процента голосов) переизбиралась на своем посту. Она являлась членом Комитета по энергетике и торговле и Судебного комитета. В своей группе она была членом Прогрессивного собрания Конгресса, а в 2002 году она была одним из 133 членов Палаты представителей, которые голосовали против войны в Ираке.
В 2012 году баллотировалась в Сенат США, одержав победу над своим оппонентом — республиканцем Томми Томпсоном. 20 октября 2013 года Болдуин стала одной из шестнадцати женщин-сенаторов из Демократической партии, кто подписал письмо в поддержку выдвижения Хиллари Клинтон в качестве кандидата от демократов на президентских выборах 2016 года.
В 2018 году Болдуин снова смогла избраться в Сенат, набрав 55,4 % голосов.

## Ассамблея Висконсина (1993—1999)

### Выборы
В 1992 году Болдуин баллотировалась от 78-го округа Ассамблеи штата Висконсин в западной части Мэдисона. Она выиграла предварительные выборы демократов, набрав 43% голосов. На всеобщих выборах Болдуин победила Мэри Кей Баум (кандидат от Партии труда и фермеров) и Патрицию Хевенор (кандидат от Республиканской партии) с результатом 59%—23%—17%. Она была одной из всего лишь шести политических кандидатов открытых представителей ЛГБТ по всей стране, победивших на всеобщих выборах в 1992 году.
В 1994 году Болдуин победила на выборах на второй срок, набрав 76% голосов. В 1996 году она была избрана на третий срок с 71% голосов.

### Срок
Болдуин была первой открытой лесбиянкой-членом Ассамблеи Висконсина и одной из очень немногих открытых ЛГБТ-политиков в стране в то время. В 1993 году она сказала, что разочарована поддержкой президентом-демократом Биллом Клинтоном военной политики «не спрашивай, не говори». В начале 1994 года она предложила легализовать однополые браки в Висконсине. В 1995 году она предложила домашнее партнерство в Висконсине.
Болдуин выступает против смертной казни в Висконсине.

### Задания комитета
- Комитет уголовного правосудия[16]
- Комитет по образованию (председатель)[17]

## Палата представителей США (1999—2013 гг.)

### Выборы
В 1998 году конгрессмен США Скотт Клуг от 2- го округа, базирующегося в Мэдисоне, объявил, что уходит в отставку, что побудило Болдуин баллотироваться на это место. Она выиграла предварительные выборы демократов, набрав 37% голосов. На всеобщих выборах она победила кандидата от республиканцев Жозефину Мюссер с результатом 53—47%.
Болдуин стала первой женщиной, избранной в Конгресс от штата Висконсин. Она также была первым открытым ЛГБТ-представителем, избранным в Палату представителей, и первой открытой лесбиянкой, избранной в Конгресс. В 2008 году Болдуин и представитель Барни Франк стали соучредителями Кокуса по вопросам равноправия ЛГБТК+ в Конгрессе.
В 2000 году Болдуин был переизбрана на второй срок, победив республиканца Джона Шарплесса с результатом 51—49%, с разницей в 8 902 голоса. Она потеряла восемь из девяти частей округа, но получила крупнейший Дейн с результатом 55% голосов.
После переписи 2000 года 2-й округ стал значительно более демократичным в перераспределении округов. Болдуин выиграла переизбрание на третий срок в недавно перераспределенном 2-м округе, набрав 66% голосов против республиканца Рона Грира. В 2004 году она победила Дэйва Магнума на 63—37%. Она выиграла матч-реванш 2006 года против Magnum, снова выиграв 63%—37%. В 2008 году она победила Питера Терона 69%—31%,  а в 2010 году она выиграла седьмой срок с 62% голосов против Чада Ли.

### Задания комитета
- Комитет по энергетике и торговле
  - Подкомитет по окружающей среде и экономике
  - Подкомитет по здравоохранению

## Сенат США (2013 — настоящее время)

### Выборы 2012 года
Болдуин баллотировалась как кандидат от демократов против кандидата от республиканцев Томми Томпсона, который ранее был губернатором и министром здравоохранения и социальных служб. Она объявила о своей кандидатуре 6 сентября 2011 года в видео, отправленном сторонникам по электронной почте. Она баллотировалась на первичных выборах, и говорила на Национальном съезде Демократической партии 2012 года о налоговой политике, реформе финансирования избирательных кампаний и равенстве в Соединенных Штатах.
Ее поддержала организация «Демократия для Америки», и она получила финансирование кампании от EMILY's List, Фонда победы геев и лесбиянок и LPAC. Болдуин была одобрена редакционной коллегией The Capital Times, которая написала, что «свежие идеи Болдуин по вопросам, начиная от создания рабочих мест и заканчивая реформой здравоохранения, наряду с ее подтвержденным опытом работы в разных направлениях и идеологиях, и ее милосердие под давлением отметить ее как правильный выбор для замены уходящего в отставку сенатора США Герба Коля».
Томпсон заявил во время своей кампании, что ее «крайне левый подход ставит эту страну под угрозу».
У кандидатов было три тура дебатом: 28 сентября, 18 октября, и 26 октября. Согласно документам Федеральной избирательной комиссии Болдуин, она собрала около 12 миллионов долларов, что более чем на 5 миллионов долларов больше, чем у ее оппонента.
6 ноября 2012 года Болдуин стала первым открытым геем-кандидатом, избранным в Сенат США, набрав 51,4% голосов. Из-за того, что она проработала 14 лет в Палате представителей, по правилам Сената она занимала самое высокое положение в своем новом классе сенаторов. Ее сменил в Конгрессе член законодательного собрания штата Марк Покан, который ранее сменил ее в законодательном собрании штата.
Болдуин была представлена в выпуске Time от 19 ноября 2012 года в разделе Verbatim, где она говорила, что «не бежала, чтобы творить историю» во время своих исторических выборов. В отдельном разделе она также была упомянута как новое лицо, за которым стоит следить в Сенате.

### Выборы 2018
Болдуин выиграла второй срок в 2018 году, набрав 55,4% голосов, победив республиканца Лию Вукмир с перевесом примерно в 11%.

### Задания комитета
- Комитет по ассигнованиям
  - Подкомитет по сельскому хозяйству, развитию сельских районов, управлению по контролю за продуктами и лекарствами и смежным агентствам (председатель)
  - Подкомитет по обороне
  - Подкомитет по развитию энергетики и водных ресурсов
  - Подкомитет по внутренней безопасности
  - Подкомитет по труду, здравоохранению и социальным услугам, образованию и смежным агентствам
  - Подкомитет по военному строительству, делам ветеранов и смежным учреждениям
- Комитет по торговле, науке и транспорту
  - Подкомитет по коммуникациям, СМИ и широкополосной связи
  - Подкомитет по защите прав потребителей, безопасности продукции и безопасности данных
  - Подкомитет по океанам, рыболовству, изменению климата и производству (председатель)
  - Подкомитет по наземному транспорту, морскому транспорту, фрахту, фрахту и портам
- Комитет по здравоохранению, образованию, труду и пенсиям
  - Подкомитет по вопросам занятости и безопасности труда
  - Подкомитет по первичному здравоохранению и пенсионному обеспечению